# ميناء الشعيبة

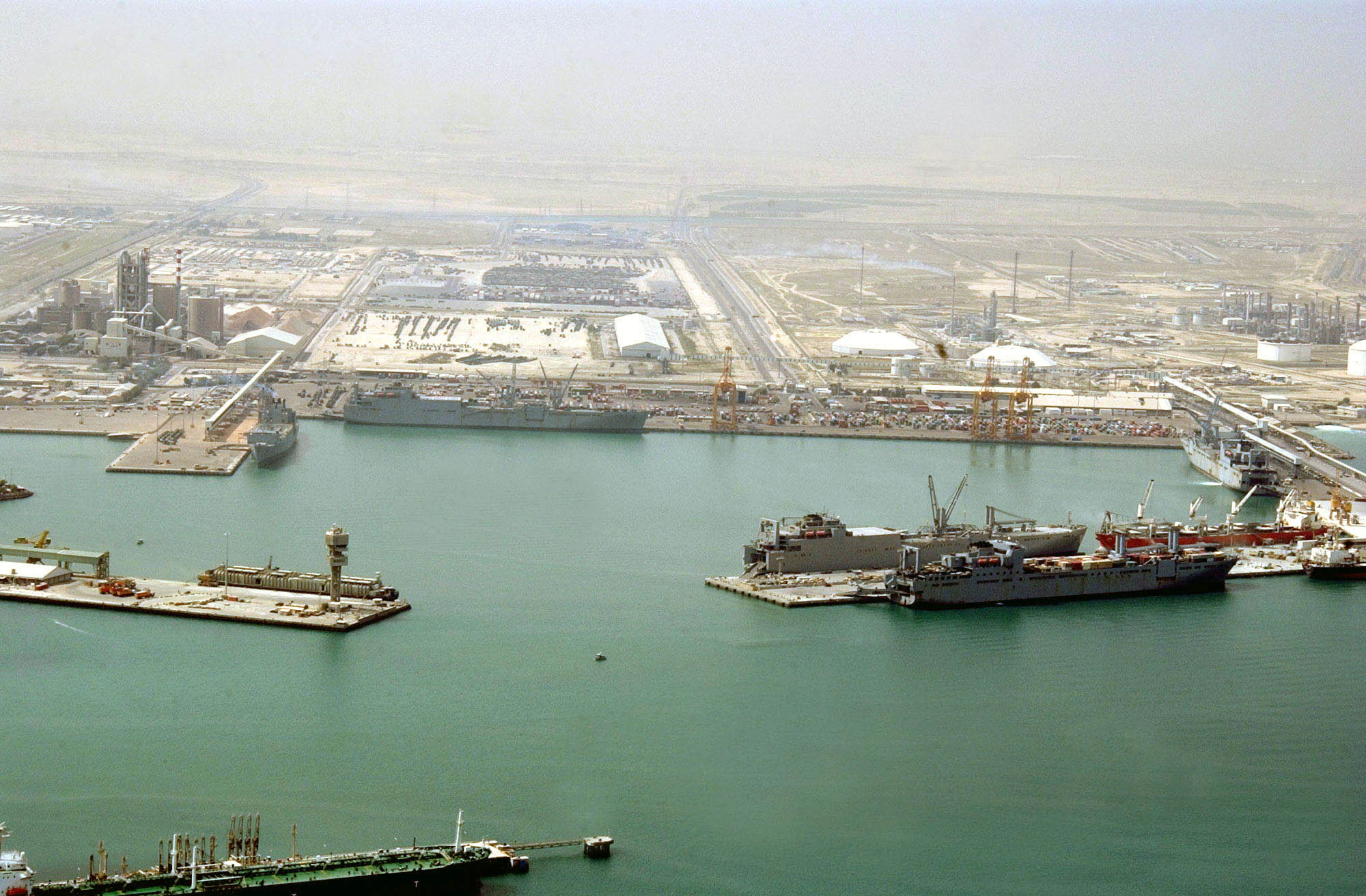
ميناء الشعيبة

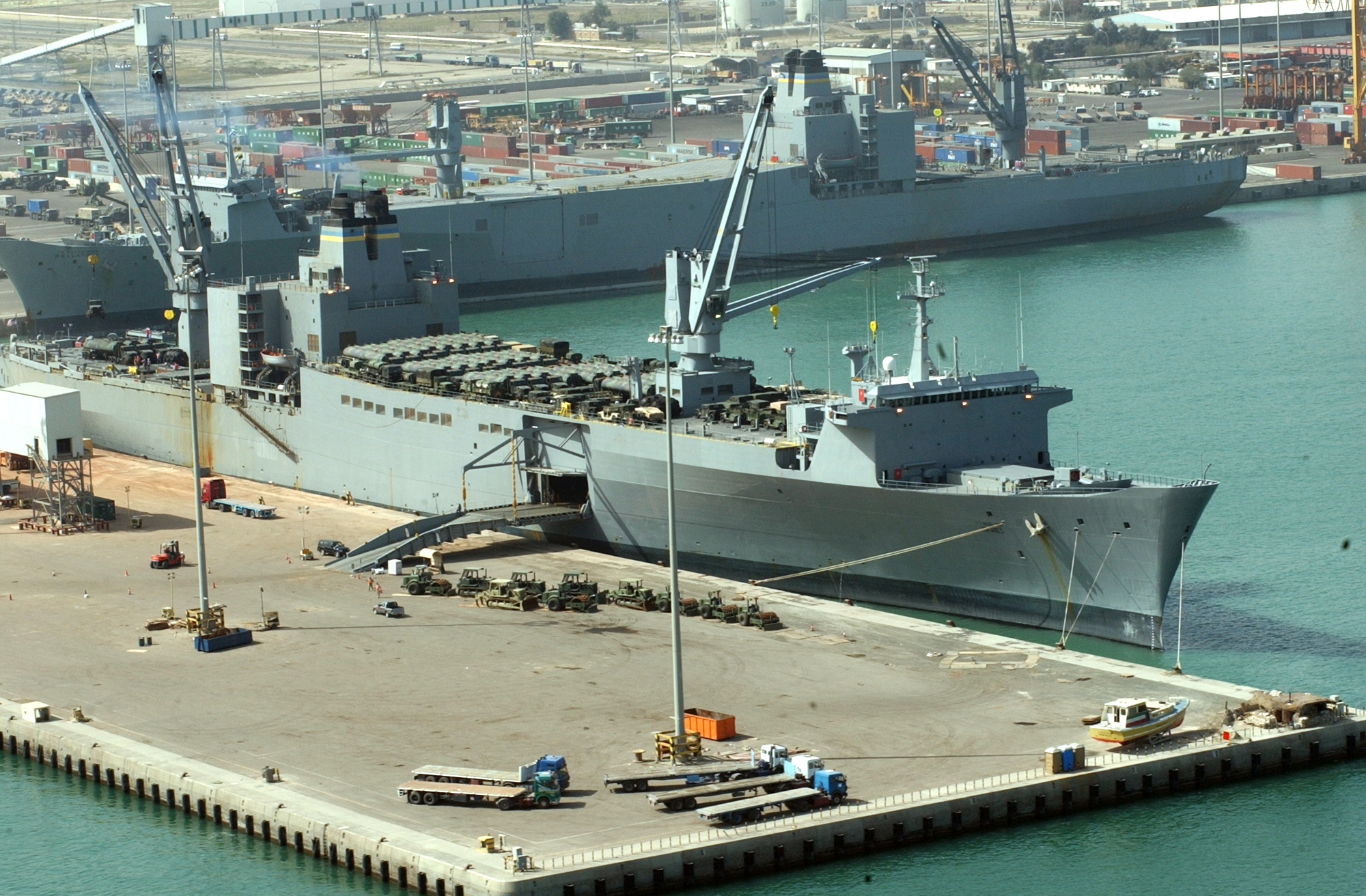
أرصفة ميناء الشعيبة

ميناء شعيبة هو ميناء كويتي يقع في محافظة الأحمدي تديره مؤسسة الموانئ الكويتية ويبعد الميناء حوالي 60 كيلو مترا جنوب مدينة الكويت عاصمة دولة الكويت.
يحتوي ميناء الشعيبة على أرصفة للبضائع التجارية وأرصفة مخصصة للحاويات ورصيف للمنتجات البترولية تديره حاليا شركة البترول الوطنية الكويتية، وتشمل أرصفة ميناء الشعيبة 20 مرسى يبلغ مجموع أطوالها 4,068 متر وتتراوح أعماقها من 10 متر إلى 14 متر ، منها 4 مراسي مخصصة لمناولة الحاويات أما رصيف المنتجات البترولية فيبلغ عمق المياه أمامه 16 متر ويوجد بالميناء حوضان للقطع البحرية الصغيرة وللجنائب، ويصل عمق الحوض الأول إلى (4) متر ويضم 3 مراسي تبلغ أطولها 175، 200، 100 متر أما الحوض الثاني فيبلغ عمقه إلى 6 متر ويحتوي على 4 مراسي .